# 1278 Кенія
1278 Ке́нія (1278 Kenya) — астероїд головного поясу, відкритий 15 червня 1933 року.
Тіссеранів параметр щодо Юпітера — 3,452.